# شهرستان تایتا–تاوتا
شهرستان تایتا–تاوتا (به لاتین: Taita–Taveta County) یک شهرستان در کنیا است. شهرستان تایتا–تاوتا ۱۷٬۰۸۳٫۹ کیلومتر مربع مساحت و ۳۴۰٬۶۷۱ نفر جمعیت دارد.